# Supercopa de Básquetbol de Chile 2025
La Supercopa de Chile 2025 (Supercopa Chery by Cecinas Llanquihue 2025 por motivos de patrocinio) será la sexta edición de esta competición de básquetbol chileno, la cual se disputará el segundo fin de semana de septiembre de 2025 en la ciudad de Ancud en el Gimnasio Fiscal Luis "Caco" Suárez.
Para la presente edición los 4 clubes clasificados a la competición serán Universidad de Concepción (campeón de Liga UNO 2025), Colegio Los Leones (subcampeón de Liga UNO 2025), ABA Ancud (campeón de la Copa Chile 2024), y Español de Osorno (campeón defensor coronado en la Supercopa 2024).

## Equipos participantes
| Equipo                    | Clasificación                  | Participación |
| ------------------------- | ------------------------------ | ------------- |
| Universidad de Concepción | Campeón de la Liga UNO 2025    | 5.ª           |
| Colegio Los Leones        | Subcampeón de la Liga UNO 2025 | 3.ª           |
| ABA Ancud                 | Campeón de la Copa Chile 2024  | 2.ª           |
| Español de Osorno         | Campeón de la Supercopa 2024   | 3.ª           |